# Bathytyphlops
Bathytyphlops – rodzaj ryb skrzelokształtnych z rodziny Ipnopidae.

## Klasyfikacja
Gatunki zaliczane do tego rodzaju:
- Bathytyphlops marionae
- Bathytyphlops sewelli